# Matthew J. Arlidge

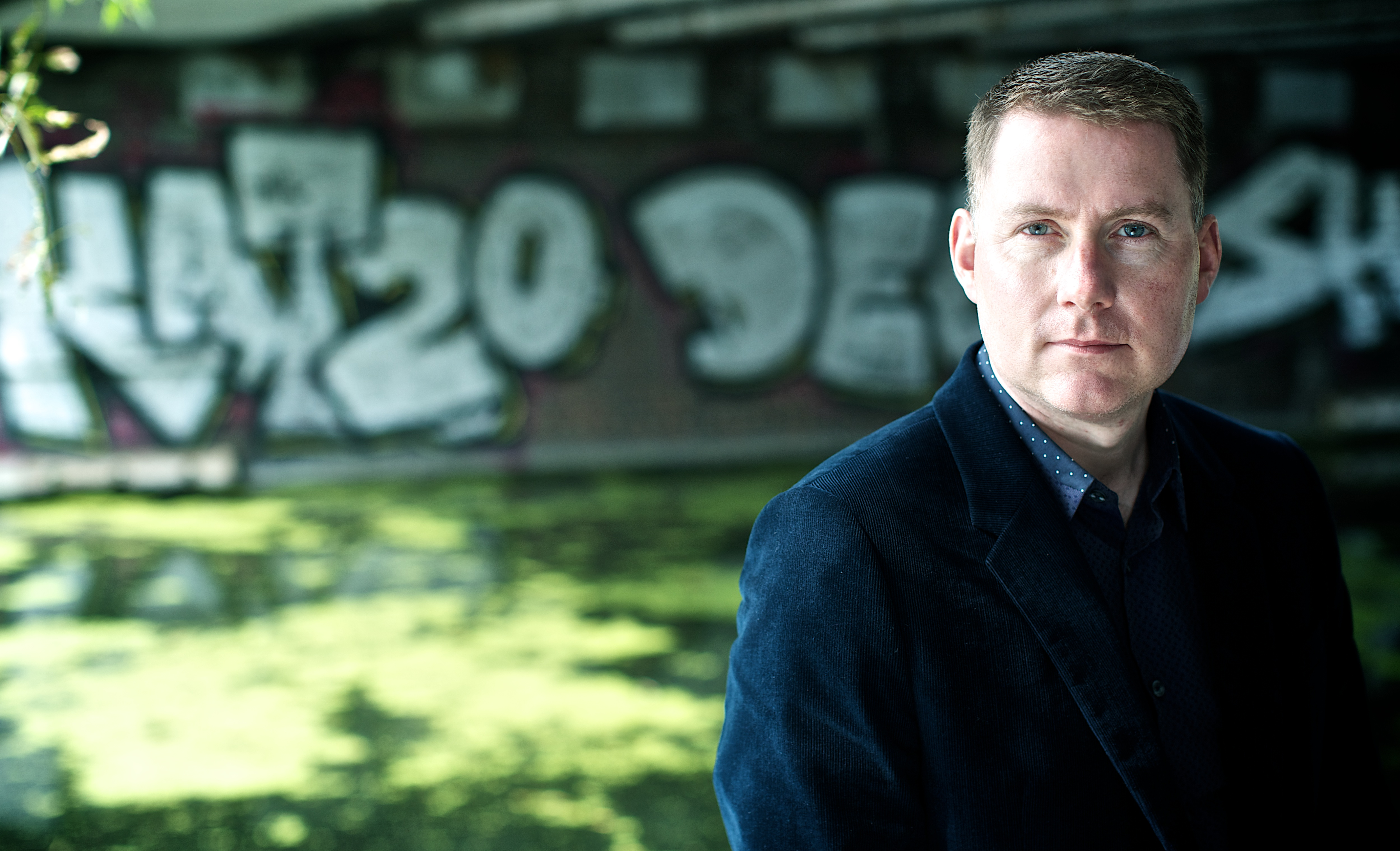
Matthew J. Arlidge, 2014

Matthew J. Arlidge (* 1974 in London) ist ein britischer Autor von Kriminalromanen, Drehbüchern und Hörspielen.

## Frühes Leben
Matthew J. Arlidge wurde in London im Jahr 1974 als jüngstes von vier Geschwistern geboren. Er wuchs in Hampstead (London) auf und besuchte bis 1992 die University College School. Nach seiner Schulzeit arbeitete er als Lehrer in Indien und lebte kurzzeitig in Singapur und Australien. Danach studierte er Englische Literatur am St John’s College (Cambridge). Während seiner Cambridger Studienzeit lernte er seine spätere Frau kennen, gewann den Douglas-Chivers-Preis für herausragende Shakespeare-Wissenschaft und lernte das Steuern von Stocherkähnen. Später studierte er ein Jahr Film- und Fernsehen an der University of Bristol.

## Drehbuchautor
In den 2000er Jahren arbeitete Matthew J. Arlidge als Drehbuchautor fürs britische Fernsehen, ab 2007 mit einer eigenen Produktionsfirma.

## Krimiautor
Seit 2014 veröffentlicht Matthew J. Arlidge Kriminalromane. In der Reihe um die Kriminalpolizistin Helen Grace, die in Southampton und Umgebung mit ihrem Team Serienmorde aufklärt, sind bisher sieben Romane erschienen:
- 2014: Eeny Meeny (dt. Einer lebt, einer stirbt), ISBN 978-3-499-27204-2
- 2014: Pop Goes the Weasel (dt. Schwarzes Herz), ISBN 978-3-499-23839-0
- 2015: The Doll's House (dt. Kalter Ort), ISBN 978-3-499-27152-6
- 2015: Liar Liar (dt. In Flammen), ISBN 978-3-499-27153-3
- 2016: Little Boy Blue (dt. Letzter Schmerz), ISBN 978-3-499-29049-7
- 2016: No Way Back (dt. D.I. Helen Grace: Zwei Short Storys), ausschließlich als E-Book erschienen, ISBN 978-3-644-40314-7
- 2016: Hide and Seek (dt. Eingeschlossen), ISBN 978-1-405-92563-1
- 2017: Running Blind (dt. noch nicht veröffentlicht), ausschließlich als E-Book erschienen, ISBN 978-1-405-92919-6
- 2017: Love me not (dt. Blinder Hass), ISBN 978-0-718-18385-1
- 2018: Down to the Woods (dt. noch nicht veröffentlicht), ISBN 978-0-718-18387-5
- 2019: A Gift for Dying, ISBN 978-1-405-93250-9
- 2020: All Fall Down  (dt. noch nicht veröffentlicht), ISBN 978-1-409-18841-4
- 2021: Truth or Dare  (dt. noch nicht veröffentlicht), ISBN 978-1-409-18846-9
- 2022: Cat And Mouse  (dt. noch nicht veröffentlicht), ISBN 978-1-409-18852-0
- 2022: Forget me not  (dt. noch nicht veröffentlicht), ISBN 978-1-398-70823-5

## Hörspielautor
Im Jahr 2015 schrieb Matthew J. Arlidge für den US-amerikanischen Hörbuchanbieter Audible das zehnteilige Hörspiel "Six Degrees of Assassination". Das Hörspiel dreht sich um die Ermordung des britischen Premierministers und die Folgen und wurde mit großem Erfolg vom BBC Radio ausgestrahlt.